# Сумський 1-й гусарський полк

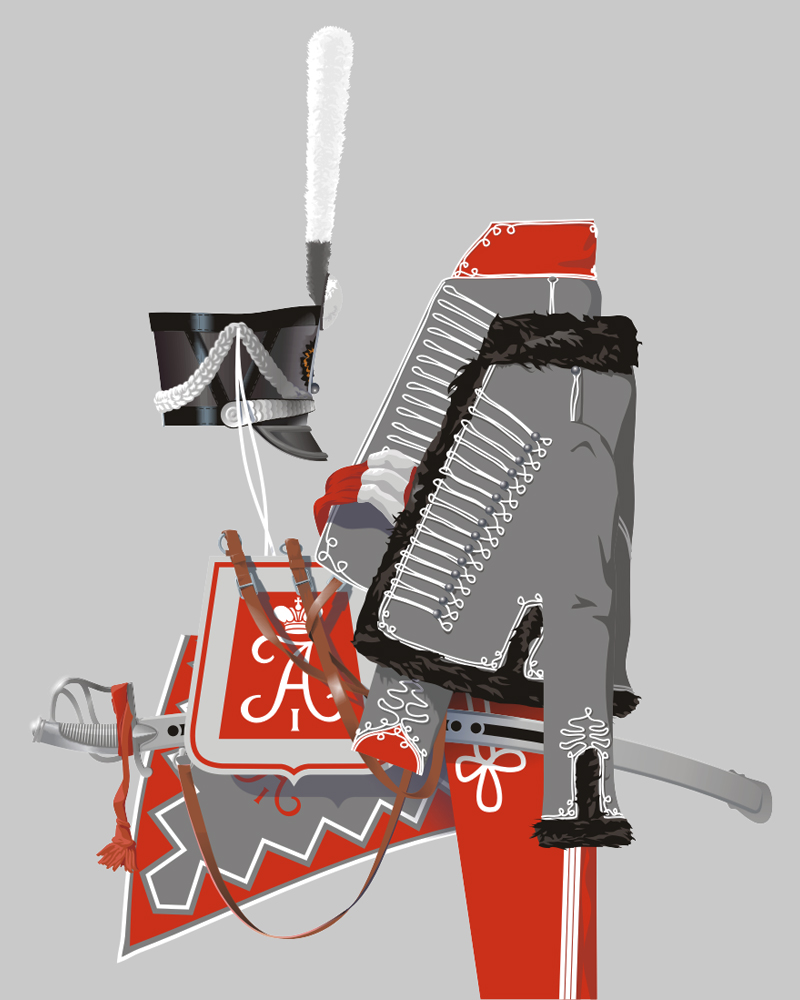
Повна уніформа рядового Сумського гусарського полку («жовтих гусар») зразка 1812 року: доломан, ментик, шарф, чакчирі, ківер, вальтрап, ташка і шабля

Сумський гусарський полк — сформований у 1765 році з Сумського слобідського козацького полку. За іншими даними, в 1764 році два пандурських полки, разом з Новомиргородським гарнізоном і сербськими гусарами, переформовуються в три поселених кінних полку: Чорний і Жовтий гусарські (тобто в Сумський гусарський полк) і Єлисаветградський пікінерський, про що свідчить дата на полковому нагрудному знаку — 1651 рік (формування пандурських полків).

## Історія полку
У 1864 році полк найменовано 1-м гусарським Сумським Генерал-ад'ютанта графа фон-дер-Палена. У 1865 році шефом полку став наслідний принц Данський. У 1882 році полк став драгунським і отримав найменування 3-го драгунського Його королівської Високості принца Данського. В 1906 році — 3-й драгунський Сумський Його Величності короля Данського Фредеріка VIII. У 1911 році полк мав найменування — 1-й гусарський Сумський Його Величності короля Данського Фредеріка VIII. З 11 травня 1912 року — 1-й гусарський Сумської, а з серпня того ж року — 1-й гусарський Сумський генерала Сеславина.
З 1875 року полк входив у 2 бригаду 1 Кавалерійської дивізії в складі Гренадерського корпусу і квартирував у Хамовницьких казармах у Москві. Мотив полкового маршу «Дні нашого життя», створеного військовим диригентом Левом Чернецьким, послужив основою для відомої пісні «По вулицях ходила велика Крокодила…».
До 1812 року доломан Сумського гусарського полку мав пісочно-жовтий колір з синіми обшлагами і коміром. Після 1812 року доломан мав сірий колір з червоними обшлагами і коміром. З 1907 року доломан мав світло-синій колір.
Полк відзначився в ряді боїв Першої світової війни.
Полк був розформований у лютому 1918 р.

### Участь у Громадянській війні в Росії
Відроджений в Добровольчої армії. В Одесі в грудні 1918 року сформований ескадрон Сумських гусарів у складі Зведено-кавалерійського (з 1 травня 1919 р. — 3-го Кінного) полку, що входить в Окрему Одеську стрілецьку бригаду Добровольчої армії Одеського району. В березні 1919 року в Севастополі було відроджено ще один ескадрон полку. Сумці брали участь в обороні Одеси навесні 1919 р., Бредовскому поході, захисті Криму восени 1920 року. Основний ескадрон полку загинув 30 жовтня 1920 р. у села Мамут під Джанкоєм. Офіцери полку воювали також в арміях Колчака і Юденича. У боях Громадянської війни загинули 19 офіцерів-сумців (для прикладу у Великій війні — вісім).

## Бойові відзнаки
1. полковий георгіївський штандарт за війну 1814 р.;
2. 22 Георгіївські труби з написом «Сумському полку за відзнаку при ураженні і вигнанні ворога з меж Росії в 1812 році». Пожалувані 13 квітня 1813 року;
3. знаки на шапки за відмінності під час воєн 1812-14 рр.., особливо в битві під Лейпцигом;
4. За польську кампанію 1830-31 рр. всьому полку спеціальний хрест;
5. петлиці за військову відзнаку на мундирах штаб — і оберофіцерів, пожалуваних за російсько-турецьку війну 1877-78 рр.

## Шефи
- 29.11.1796 за 29.03.1799 — генерал-лейтенант (з 20.03.1798 генерал від кавалерії) Шевич, Георгій Іванович
- 29.03.1799 за 24.10.1799 — генерал-майор Лыкошин, Осип Іванович
- 24.10.1799 за 12.04.1800 — генерал-майор Головін, Олександр Іларіонович
- 12.04.1800 за 21.10.1800 — генерал-лейтенант Кологривов, Андрій Семенович
- 21.10.1800 за 01.12.1800 — полковник (з 05.11.1800 генерал-майор) Глєбов, Петро Федорович (Глібов-Стрешнев)
- 01.12.1800 за 20.03.1801 — генерал-лейтенант граф Зубів, Микола Олександрович 3-й
- 20.03.1801 за «01.09.1814» — генерал-майор (з 10.08.1812 р-л.) граф Петер-Йоганн-Крістоф фон дер Пален
- 19.04.1853-25.04.1864 рр. — генерал-ад'ютант, генерал від кавалерії граф Петер-Йоганн-Крістоф фон дер Пален
- 22.05.1865 — 14.05.1912 рр. — Король Данії Фредерік VIII

## Командири

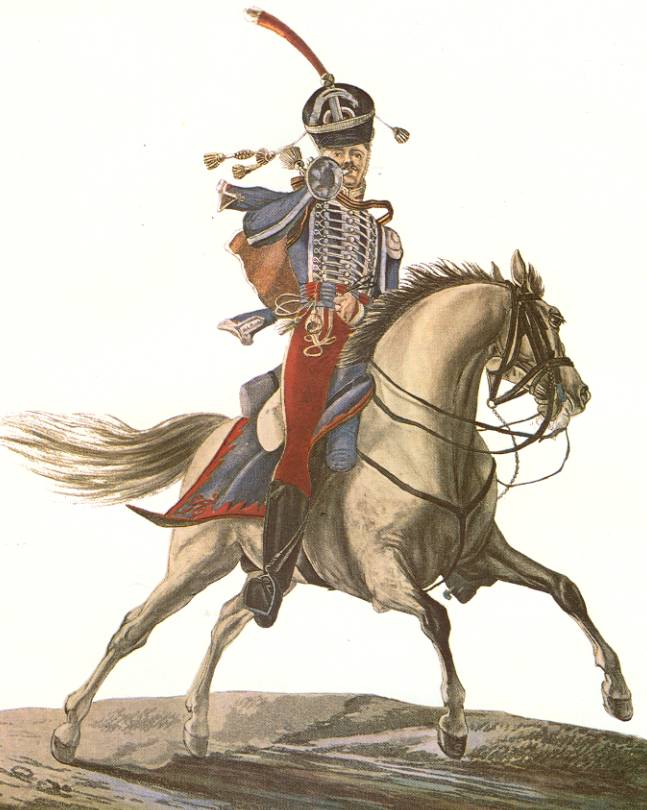
Сумський гусар, 1812

- 17.09.1768-29.12.1773 рр.. — підполковник (з 8.07.1770 р. — полковник) Тутолмин, Тимофій Іванович
- в 1797 — полковник Ізмайлов, Лев Дмитрович
- 30.09.1798 по 10.02.1799 — полковник (с 30.09.1798 генерал-майор) Обресков, Микола Васильович 3-й
- 10.02.1799 по 29.03.1799 — генерал-майор Ликошин, Осип Іванович
- 31.08.1799 по 28.12.1799 — полковник Хитрово, Микола Федорович
- 29.02.1800 по 28.08.1800 — полковник Чаплыгин, Ніканор Олександрович
- 12.11.1800 по 01.12.1800 — полковник Виндомський, Дмитро Федорович
- 01.12.1800 по 27.12.1801 — генерал-майор Глєбов, Петро Федорович
- 09.02.1802 по 20.05.1802 — полковник Чаликов, Антон Степанович
- 20.05.1802 по 04.08.1803 — полковник Дорохов, Іван Семенович
- 30.01.1804 по 13.01.1808 — полковник Ушаков, Олексій Олександрович
- 17.02.1808 по 08.03.1810 — полковник барон Крейц, Кіпріан Антонович
- 16.04.1810 по 31.10.1812 — полковник Канчиялов, Микола Олександрович
- 31.10.1812 по 12.05.1815 — полковник (с 19.11.1812 флигель-адъютант, с 15.09.1813 генерал-майор) Сеславин, Олександр Микитич
- 01.07.1815 по 15.09.1819 — полковник Покровский, Євстафий Харитонович
- 23.10.1819 по 10.05.1828 — полковник Ушаков, Іван Михайлович
- 25.06.1828 по 20.05.1833 — полковник Арцишевський, Антон Казимирович
- 20.05.1833 по 10.09.1835 — полковник Кусовников, Олексей Михайлович
- 17.10.1835 по 09.05.1844 — полковник (с 8.09.1843 генерал-майор) Ознобишин, Юрий Матвійович
- 09.05.1844 по 14.01.1851 — полковник Адеркас, Георгий Васильович
- 14.01.1851 по 12.11.1854 — полковник Штейн
- 12.11.1854 по 11.06.1862 — полковник Готшолк, Генрих Ернстович
- 30.08.1862 по 02.04.1865 — полковник Копецкий, ВасилІй Олександрович
- 02.04.1865 по 26.02.1867 — полковник (с 3.08.1874 генерал-майор) Шухт, Олександр Іванович
- 26.02.1867 по 30.08.1874 — полковник князь Кропоткин, Петро Миколайович
- 30.08.1874 по 23.06.1875 — полковник Заржецкий, Николай Владиславлевич
- 5.09 — 19.10.1874 — исполняющий обязанности подполковник Пезе-де-Корваль, Амедей Карлович
- 23.06.1875 по 17.06.1880 — полковник маркиз де Траверсе, Леонид Александрович
- 17.06.1880 по 30.08.1881 — полковник Червонный, Сергей Прокофьевич
- 30.08.1881 по 24.06.1890 — полковник Клюки фон Клугенау, Константин Францевич
- 28.06.1890 по 15.04.1891 — полковник Баранов, Пётр Петрович
- 21.04.1891 по 14.03.1895 — полковник Пржевлоцкий, Константин Ефимович
- 14.03.1895 по 24.06.1898 — полковник барон фон-дер-Ропп, Николай Васильевич
- 22.07.1898 по 22.02.1901 — полковник барон фон Дерфельден, Христофор Платонович
- 13.03.1901 по 24.01.1904 — полковник Шарпантье, Клаас-Густав-Роберт Робертович
- 02.02.1904 по 24.09.1905 — флигель-адъютант полковник Петрово-Соловово, Борис Михайлович
- 06.10.1905 по 21.05.1912 — полковник Нилов, Иван Дмитриевич
- 11.06.1912 по 17.10.1915 — полковник Гротен, Павел Павлович
- 23.10.1915 по 10.09.1916 — полковник Леонтьев, Владимир Александрович
- 30.09.1916 по 26.03.1917 — полковник Жуков, Владимир Николаевич
- 01.06.1917 по ??.02.1918 — полковник Неелов, Николай Николаевич

## Цікаві факти
У фільмі Ельдара Рязанова «Гусарська балада» Шурочка Азарова одягнута в мундир саме Сумського полку. Незважаючи на це поручик Ржевський звертається до неї зі словами: «Мундир на вас я бачу Павлоградський».